# Arvicanthini
Arvicanthini là một tông thuộc phân họ Chuột Cựu Thế giới (Murinae). Hầu hết các loài thuộc tông này được tìm thấy tại châu Phi, trừ loài Golunda ellioti được tìm thấy tại Nam Á và Iran. Tuy nhiên, các loài hóa thạch thuộc chi Golunda từ Ấn Độ và chi Parapelomys (được tìm thấy tại bán đảo Ả Rập và Pakistan) phân bố ngoài châu Phi, và một loài thuộc chi hóa thạch Saidomys có thể cũng phân bố tại Afghanistan.
Chi Canariomys phân bố ở quần đảo Canaria cho đến khi bị những người định cư đầu tiên đẩy đến tuyệt chủng.

## Phân loại

### Chi còn tồn tại
Danh sách chi thuộc tông này bao gồm:
- Aethomys
- Arvicanthis
- Desmomys
- Lemniscomys
- Mylomys
- Pelomys
- Rhabdomys
- Dasymys
- Golunda
- Dephomys
- Hybomys
- Stochomys
- Grammomys
- Lamottemys
- Oenomys
- Thallomys
- Thamnomys

### Chi hóa thạch

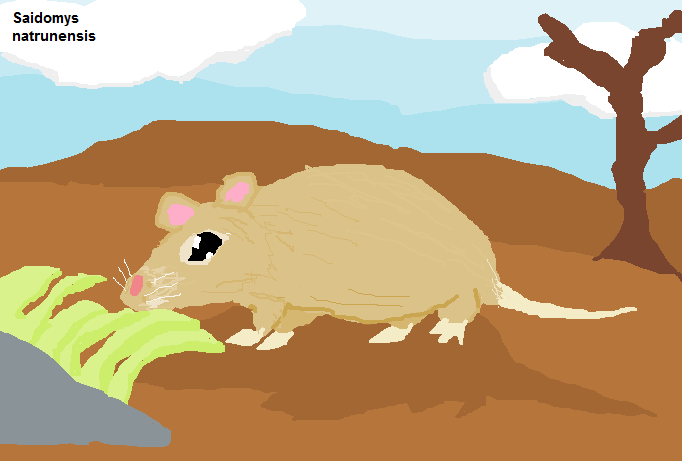
Tranh minh họa Saidomys.

- †Canariomys
  - †Canariomys bravoi
  - †Canariomys tamarani
- †Parapelomys
  - †Parapelomys robertsi
- †Saharamys
  - †Saharamys misrensis
- †Saidomys[3]
  - †Saidomys afarensis
  - †?Saidomys afghanensis
  - †Saidomys natrunensis
  - †Saidomys parvus